# Инголдзби, Пат
Патрик Инголдзби (англ. Pat Ingoldsby; 25 августа 1942, Малахайд, Фингал, Ирландия — 1 марта 2025, Клонтарф, Дублин, Ирландия) — ирландский поэт, телеведущий и драматург. Вел детские телепередачи, писал пьесы для театра и радио, малую прозу, газетные фельетоны и очерки. С середины 1990-х отошел от работы в СМИ и обрел известность своей поэзией, которую публиковал самостоятельно и продавал на улицах Дублина (обычно на Уэстморленд-стрит или Колледж-Грин).

## Биография

### Ранние годы
Инголдзби родился в Малахайде (пригород Дублина). В семье, кроме него, было еще четверо детей. В детстве перенес полиомиелит и всю жизнь страдал от его последствий.

### Творческая жизнь
В 1980-х годах Инголдзби вел детские телепередачи на «Радио и телевидении Ирландии» RTÉ «Шляпа Пата» (Pat’s Hat), «Трёп Пата» (Pat’s Chat) и «Приятели Пата» (Pat’s Pals). Среди его пьес — Bats or Booze or Both (Дублин, Project Arts Centre, 1977); Hisself (Дублин, театр «Peacock», 1978); Rhymin' Simon («Peacock», 1978); When Am I Getting' Me Clothes («Peacock», 1978); Yeukface the Yeuk and the Spotty Grousler («Peacock», 1982); и The Full Shilling (Дублин, театр «Gaiety», 1986). В начале 1990-х вел колонку в ирландской вечерней газете Evening Press (выходила с 1954 по 1995 год). Эти колонки позднее были опубликованы в сборнике «Особое чувство собственного ирландства» (The Peculiar Sensation of Being Irish). Инголдзби свободно говорил по-ирландски и включал в каждый сборник поэзии несколько стихотворений на ирландском языке. Всю свою жизнь он провел в северном предместье Дублина Клонтарфе. В середине 1990-х отошел от работы на телевидении, радио и в театре и полностью посвятил себя поэзии, оставаясь, тем не менее, частью художественной сцены Ирландии, открывал художественные выставки, представлял новых музыкантов, участвовал в презентациях книг других авторов.
В 1994 году основал микроиздательство «Willow Publications», издавал сборники своей поэзии и продавал их в центре Дублина.
Торговать на улицах Дублина Инголддзби полностью прекратил в 2015 году.
В марте 2022 года Музей литературы Ирландии (MoLI) представил видеоинсталляцию по случаю выхода его нового сборника «В Дублине скажут и не такое. Избранное» (In Dublin They Really Tell You Things. Selected Poems), в который вошли тексты, написанные между 1986-м и 2021 годом.
6 марта 2022 года состоялась премьера документального фильма ирландского режиссера Шемаса Мёрфи «Особое чувство бытия Патом Инголдзби» (The Peculiar Sensation of Being Pat Ingoldsby) , посвященная жизни и творчеству поэта и приуроченная к его 80-летию.

### Смерть
Пат Инголдзби скончался 1 марта 2025 года в пансионе для престарелых в Клонтарфе.

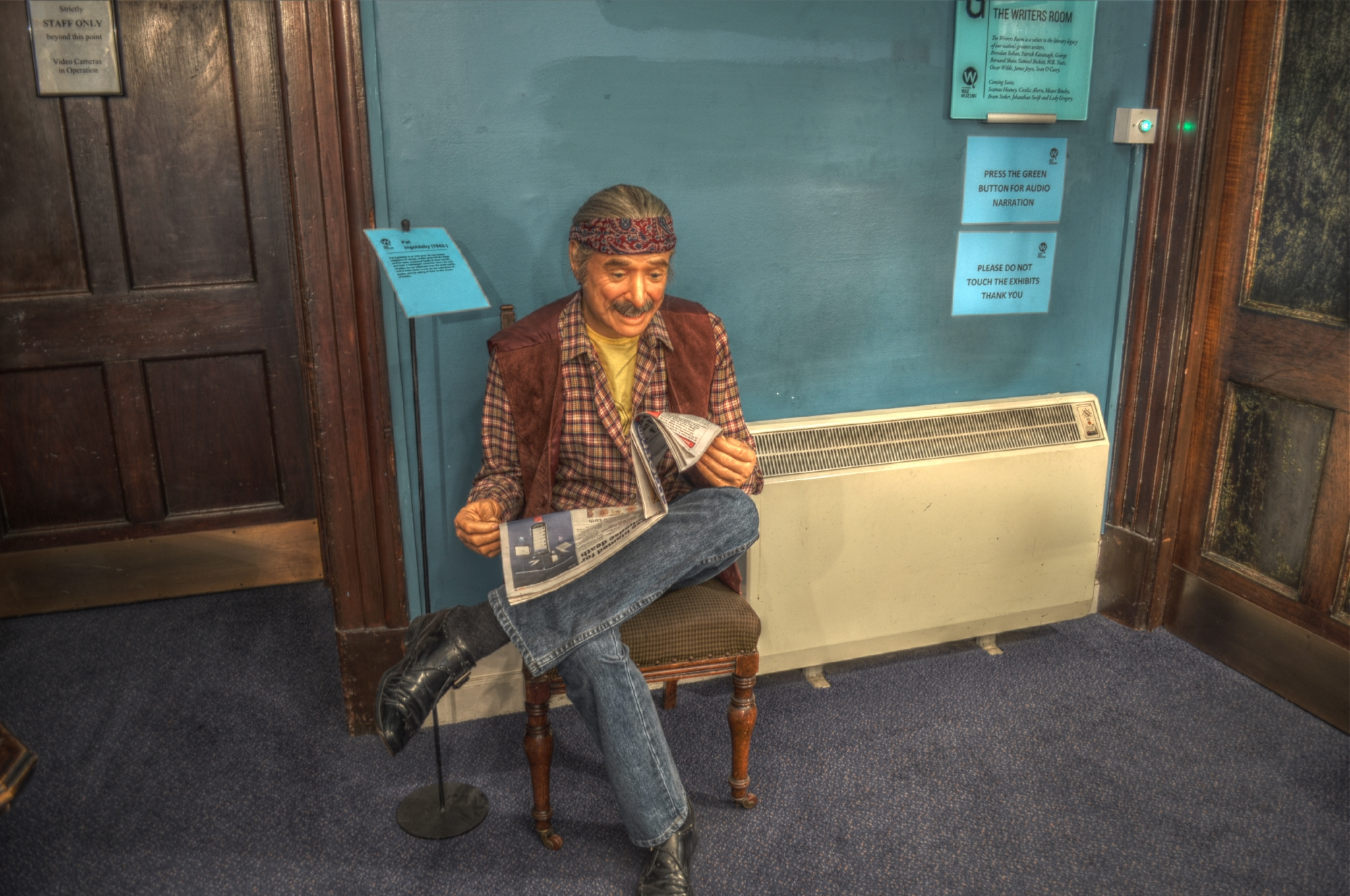
Пат Инголдзби в Национальном музее восковых фигур в Дублине

### Поэзия
- You’ve Just Finished Reading This Title
- Rhyme Doesn’t With Reason
- Up The Leg of Your Jacket
- Welcome to My Head (Please Remove Your Boots) (1986)
- Salty Water (1988)
- Scandal Sisters (1990)
- How Was It For You Doctor? (1994)
- Poems So Fresh And So New …Yahoo! (1995)
- «Если ты никому не скажешь, я тоже» / If You Don’t Tell Anybody I Won’t : 1996 / Пер. с англ. Ш. Мартыновой. — М. : Городец, 2023. — 168 с. — ISBN 978-5-907762-06-0)
- See Liz She Spins (1997)
- Half A Hug (1998)
- «Красота надтреснутых глаз» / Beautiful Cracked Eyes : 1999 / Пер. с англ. Ш. Мартыновой. — М. : Додо Пресс, 2020. — 408 с. — ISBN 978-5-905-40927-1. О сборнике в журнале «Воздух», выпуск №40 (октябрь 2019 — март 2020)[13]
- The Blue E-Tee Wet! (2000)
- Do Lámh I Mo Bhrístí (2001)
- The Frenchwoman and the Sky (2003)
- Once Upon A 'hide (2004)
- I’m Out Here (2005)
- Can I Get in the Bath? (2007)
- Once Upon A Wicked Eye (2008)
- I Thought You Died Years Ago (2009)
- Hitting Cows with a Banjo (2011)
- Pawmarks on My Poems (2013)
- Mise MacGiolla (2017) (in Irish)
- «В Дублине скажут и не такое». Избранные стихи и проза. / In Dublin They Really Tell You Things. Selected Poems : 2022 / Пер. с англ. Ш. Мартыновой. — М. : Городец, 2022. — 160 с. — ISBN 978-5-907483-59-0. О сборнике в журнале «Воздух», выпуск №43 (сентябрь 2023 — декабрь 2023)[14].

### Малая проза
- Hisself (пьеса, театр «Peacock», Дублин)
- When Am I Gettin' Me Clothes (пьеса, театр «Peacock», Дублин, позднее адаптирована для радиоспектакля на канале RTÉ Radio 1)
- The Dark Days of Denny Lacey (радиоспектакль, RTÉ Radio 1)
- She Came Up from the Sea (радиоспектакль, RTÉ Radio 1)
- Fire Is Far Enough (радиоспектакль, RTÉ Radio 1)
- Liffey Ever Is (радиоспектакль, RTÉ Radio 1)
- «Особое чувство собственного ирландства» (очерки и рассказы) /The Peculiar Sensation of Being Irish : 1995 / Пер. с англ. Ш. Мартыновой. — М. : Лайвбук, 2021. — 304 с. — ISBN 978-5-907056-80-0
- Laugh Without Prejudice (сборник рассказов, 1996)

### Книги для детей
- Zany Tales (сборник рассказов)
- Rhymin' Simon (пьеса)
- Yeukface the Yeuk and the Spotty Grousler (пьеса)

### Аудиозаписи
- My Own Voice (Пат Инголдзби читает свои стихи, аудио CD)
- Let Me into Your Ear (Пат Инголдзби читает свои стихи, аудио CD)
- Tell Me a Story Pat (Пат Инголдзби читает свои тексты для детей, аудио CD)